# Gand-Wevelgem 1979
La 41e édition de Gand-Wevelgem a eu lieu le 4 avril 1979. La course est remportée par l'Italien Francesco Moser (Sanson-LouxorTV) qui parcourt les 252 kilomètres en 5 h 48 min 0 s.

## Déroulement de la course
Cinq hommes se présentent à l'arrivée à Wevelgem. Marc Demeyer lance le sprint mais il est débordé sur sa droite par Francesco Moser qui s'impose devant Roger De Vlaeminck.

## Classement final
| Place | Coureur            | Équipe                    | Temps           |
| ----- | ------------------ | ------------------------- | --------------- |
| 1     | Francesco Moser    | Sanson-Luxor TV           | 5 h 48 min 00 s |
| 2     | Roger De Vlaeminck | Gis Gelati                | m.t.            |
| 3     | Jan Raas           | TI-Raleigh-McGregor       | m.t.            |
| 4     | Marc Demeyer       | Flandria-Ça va seul       | m.t.            |
| 5     | Henk Lubberding    | TI-Raleigh-McGregor       | m.t.            |
| 6     | Daniel Willems     | IJsboerke-Warncke Eis     | à 31 s          |
| 7     | Willy Teirlinck    | KAS-Campagnolo            | m.t.            |
| 8     | Bernard Hinault    | Renault-Gitane            | m.t.            |
| 9     | Fons van Katwijk   | Marc Zeepcentrale-Superia | m.t.            |
| 10    | Hennie Kuiper      | Peugeot-Esso-Michelin     | m.t.            |